# ويندي فريدمان
ويندي فريدمان (بالإنجليزية: Wendy Freedman )‏ (و. 1957 – م) هي عالمة فلك، وفيزيائية من كندا . ولدت في تورونتو . وهي عضوة في الأكاديمية الوطنية للعلوم، والأكاديمية الأمريكية للفنون والعلوم .

## التعليم
تعلمت في جامعة تورنتو

## جوائز
حصلت على جوائز منها:
- جائزة دانيال هاينمان للفيزياء الفلكية (2016).